# 18-я стрелковая дивизия (2-го формирования)
18-я стрелковая дивизия — общевойсковое формирование (соединение, стрелковая дивизия) стрелковых войск РККА ВС Союза ССР в Великой Отечественной войне.
Сокращённое действительное наименование — 18 сд. В действующей армии с 30 июля 1941 года по 5 января 1942 года.

## История
Сформирована 2 июля 1941 года в городе Красногорск как 18-я Московская дивизия народного ополчения (Ленинградского района), в другом источнике указано что особая тройка по сформированию 18 дНО находилась в здании гостиницы «Советская».
Советский народ откликнулся на призыв правительства и компартии о защите государства рабочих и крестьян, и к вечеру 4 июля 1941 года в комиссию Ленинградского района по сформированию соединения поступило более 7 500 заявлений от граждан, в том числе с предприятий, заведений и учреждений района Москвы: Второго часового завода, заводов имени Менжинского, имени Осоавиахима и «Изолятор», с фабрик «Большевик», «Ява», из Авиационного института, из Художественного института имени Сурикова и многих других. Пешим маршем дивизия вышла 10 июля 1941 года в район города Красногорск Московской области.
В августе 1941 года дивизию перебросили в район между Волоколамском и станцией Тиховской, личный состав начал строить здесь укрепления.
По состоянию на 20 сентября 1941 года в дивизии насчитывалось 10 668 человек, в том числе рядовых — 8621 человек. Автомашин: легковых — 13, грузовых — 164, специальных — 8, тракторов — 7, мотоциклов — 8, лошадей — 2429. Вооружение: винтовок и карабинов — 6345, автоматических винтовок — 1366, пулемётов: станковых — 129, ручных — 164, автоматов ППД — 160; пушек: 76-мм — 28, 37-мм зенитных — 14; гаубиц 122-мм — 8; миномётов: 82-мм — 18, 50-мм — 81; радиостанций — 14.
25 сентября 1941 года 18-я дивизия народного ополчения (18 дНО) была переименована в 18-ю стрелковую дивизию
С 3 октября 1941 года дивизия приступила к занятию назначенного рубежа в излучине Днепра — в районе деревень Волочек, Каменец, Обледы.
4 октября 1941 года части дивизии были атакованы немецкими танками, наступавшими при поддержке артиллерии и авиации, но немецкая атака была отбита. В дальнейшем, за подвижными частями вооружённых сил Германии (вермахта) подтянулась немецкая пехота, в течение следующих четырёх дней бои шли непрерывно, переходя в рукопашные схватки в траншеях, дивизия понесла тяжёлые потери.
К 5 — 6 октября 1941 года формирование было окружено, к 12 октября 1941 года с упорными боями вышло из окружения в районе Гжатска.
Дивизия в октябрьских боях понесла значительные потери.
20 октября 1941 года дивизия вышла на рубеж Скирманово, западнее Истры, наряду 17-й стрелковой дивизией, также бывшей ополченческой.
С 27 октября 1941 соединение в течение двух недель вело ожесточённые бои, сдерживая наступление немецких войск.
В середине ноября 1941 года дивизия провела свой первый наступательный бой за село Скирманово, в результате которого Скирманово было освобождено, дивизия захватила трофеи — 18 танков, три тяжёлых орудия, пулемёты, винтовки, боеприпасы.
16 ноября 1941 при массированной поддержке авиации немецкие войска начали новое наступление на Москву, на волоколамском направлении немецкие войска начали наступление против 16-й армии (в составе которой действовала дивизия).
25 ноября на участке дивизии сложилась тяжёлая обстановка. Части прикрытия дивизии были вынуждены отойти на восточный берег реки Истры. Противник форсировал здесь реку и ворвался внутрь оборонительного рубежа дивизии. Дивизия вела тяжёлый бой с крупными силами пехоты и танков противника севернее Истры, против неё продолжали наступать части 11-й и 5-й танковых дивизий.
С 6 декабря 1941 года дивизия участвует в контрнаступлении, форсирует Истру, освобождает 47 сёл и деревень. Штурмовые группы дивизии отбросили немцев к реке Рузе, на берегу которой бойцы дивизии встретили новый 1942 год.
За декабрь 1941 года личный состав 18-й стрелковой уничтожил около 17 000 солдат и офицеров захватчика, а также большое количество его вооружения, военной техники и боевых припасов. Приказом Народного комиссара обороны Союза ССР № 1, от 5 января 1942 года, за мужество и героизм личного состава формированию было присвоено почётное звание «Гвардейская» и новый войсковой № и она была преобразована в 11-ю гвардейскую стрелковую дивизию, первой из 60-ти дивизий народного ополчения, созданных в СССР.
23 февраля 1942 года дивизии торжественно вручили гвардейское знамя.

## В составе
- Фронт резервных армий — с момента сформирования
- Резервный фронт, 33-я армия — по состоянию до 2 октября 1941 года
- Резервный фронт, 32-я армия — с 3 по 6 октября 1941 года
- Западный фронт, 16-я армия — с 6 октября 1941 года[6]

## Состав

### 18 дНО
Как ополченческая дивизия:
- управление
- 1-й стрелковый полк
- 2-й стрелковый полк
- 3-й стрелковый полк
- 18-й запасной стрелковый полк
- отдельный артиллерийский дивизион
- отдельная самокатная разведывательная рота
- сапёрная рота
- отдельная рота связи
- медико-санитарный батальон
- автотранспортная рота

### 18 сд
Как 18-я стрелковая дивизия:
- управление
- 1306-й стрелковый полк (до 07.12.1941)
- 1308-й стрелковый полк (до 26.12.1941)
- 1310-й стрелковый полк (до 22.10.1941)
- 365-й стрелковый полк (с 24.10.1941)
- 518-й стрелковый полк (с 28.11.1941)
- 282-й стрелковый полк (с 13.12.1941)
- 978-й артиллерийский полк
- 702-й отдельный зенитный артиллерийский дивизион
- 477-я разведрота
- 461-й сапёрный батальон
- 866-й отдельный батальон связи
- 500-й медико-санитарный батальон
- 344-я отдельная рота химический защиты
- 312-я автотранспортная рота
- 24-я полевая хлебопекарня
- 927-я полевая почтовая станция
- 394-я полевая касса Госбанка

## Командование

### Командиры
- Живалёв, Пётр Кириллович (26.09.1941 — 10.11.1941), полковник
- Чернышов, Пётр Николаевич (11.11.1941 — 05.01.1942), полковник

### Начальники штаба
- Шацков, Андрей Георгиевич (??.11.1941 — ??.11.1941), полковник

## Память
- Мемориальная доска на здании гостиницы «Советская», Москва, Ленинградский проспект, дом № 32/2.
- Весной 2016 года, в районе Беговой, на пересечении Ленинградского проспекта и Беговой аллеи, был заложен памятный камень на месте будущего сооружения памятника, посвящённого военнослужащим-добровольцам 18-й дивизии народного ополчения Ленинградского района.

## Газета
Выходила газета «За Родину». Редактор — подполковник Волович Арон Исаакович (1909—?)